# Lophoziopsis rubrigemma
Lophoziopsis rubrigemma là một loài rêu tản trong họ Jungermanniaceae. Loài này được (R.M. Schust.) Konstant. & Vilnet mô tả khoa học lần đầu tiên năm 2009.